# Membakut
Membakut ist eine Kleinstadt und ein Unterdistrikt im Westen des malaysischen Bundesstaats Sabah. Membakut liegt in der Interior Division, etwa 70 Kilometer südlich der Landeshauptstadt Kota Kinabalu. Verwaltungstechnisch gehört die Stadt zum Beaufort.

## Namensherkunft
Der Name Membakut leitet sich von Bakut ab, was im lokalen bruneiischen Dialekt Fort bedeutet. Die Vorsilbe mem macht aus dem Substantiv ein Verb, so dass Membakut mit „eine Befestigungsanlage machen“ übersetzt werden kann.

## Demographie
Die Bevölkerung der Kleinstadt beträgt laut der letzten Volkszählung 516 Einwohner und setzt sich überwiegend aus bruneiischen Malaien, Kadazan-Dusun, Paitan, Javaner, Bisaya und Chinesen zusammen. Zu dem am 7. April 1977 gegründeten Sub-Distrikt Membakut gehören 38 Dörfer. Die Gesamtbevölkerung des Unterdistrikts beträgt nach Angaben der Kommunalverwaltung schätzungsweise 21.900 Einwohner, verteilt auf 138 km² Fläche.

## Geschichte
Membakut war ein unabhängiges Territorium innerhalb des bruneiischen Jajahan-Systems. Es wurde 1879 offizielle Apanage (kuripan) von Wazir Pengiran Pemanca, der das Gebiet durch einen bruneiischen Adeligen, Pengiran Maharaja Lela verwalten ließ. Membakut wurde im Jahr 1900 von der North Borneo Chartered Company erworben und dem Staat Britisch-Nordborneo einverleibt.
Die Anfänge von Membakut gehen auf ein Dorf zurück, das etwa 5 Kilometer von der Küste entfernt in einem Gebiet mit der Bezeichnung Bua lag. Das heute als Kampung Brunei bekannte Dorf gehört zum Mukim Bandau (siehe unten). Die spätere Namensgebung des Dorfes und auch die Umbenennung des Gebiets und des Flusses nach „Membakut“ erfolgte durch den einflussreichen Häuptling OKK Haji Saman bin Mohd Yaakub.
Die Entwicklung des heutigen historischen Zentrums folgte dem Bau der Eisenbahnlinie von Beaufort nach Jesselton Anfang des 20. Jahrhunderts. In den Jahren 1920 bis 1930 wurde eine erste Reihe von traditionellen, hölzernen Ladenhäusern erbaut, die sich zur Bahnlinie hin orientierten und Platz für den tamu, den wöchentlichen Markt boten. In den Jahren nach 1910 war bereits mit dem Bau der Pei Yin Primary School begonnen worden.

## Historische Architektur

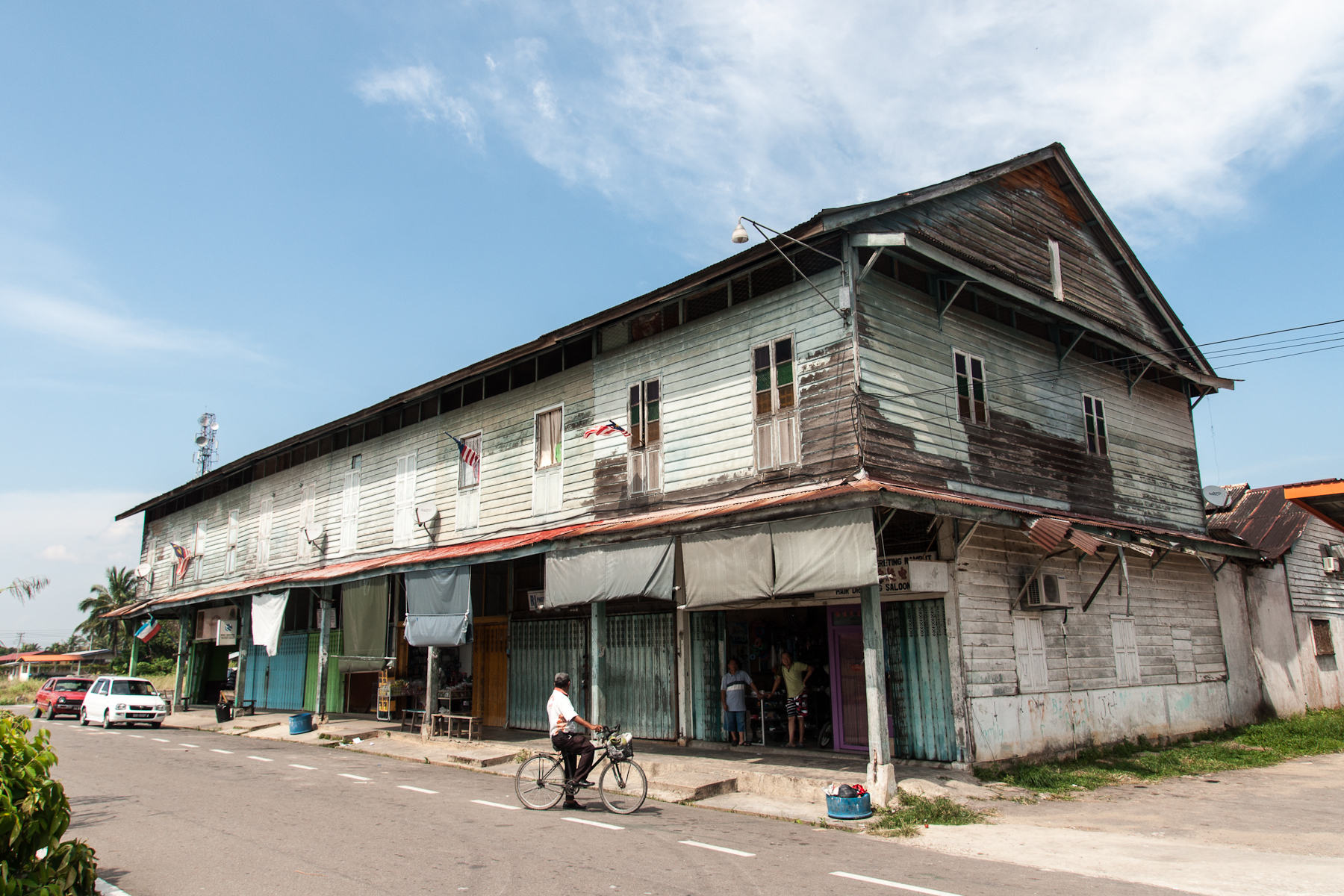
Altes Ladengebäude (shophouse) aus den 1950er Jahren

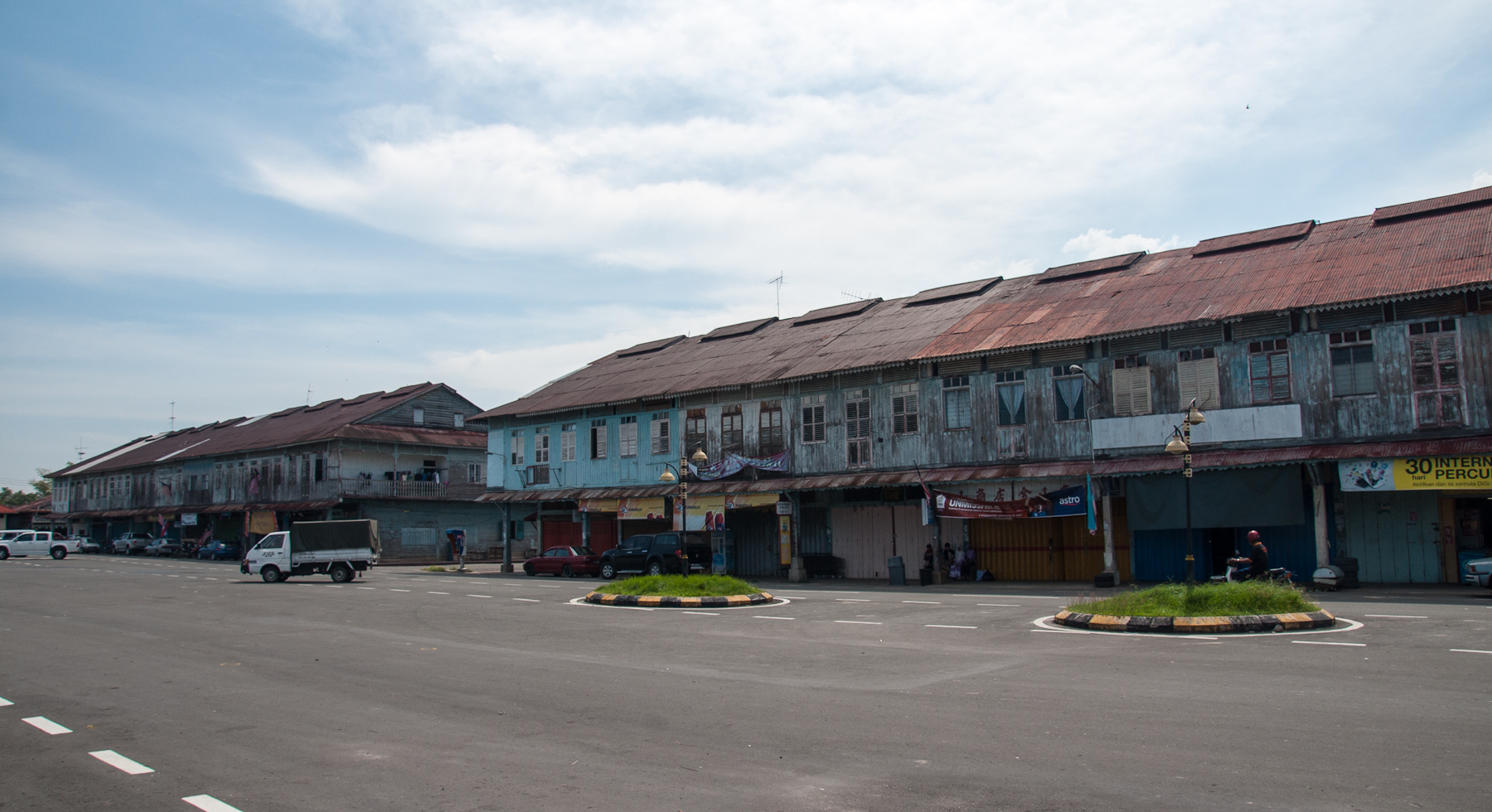
Altes Ladengebäude aus den 1930er Jahren

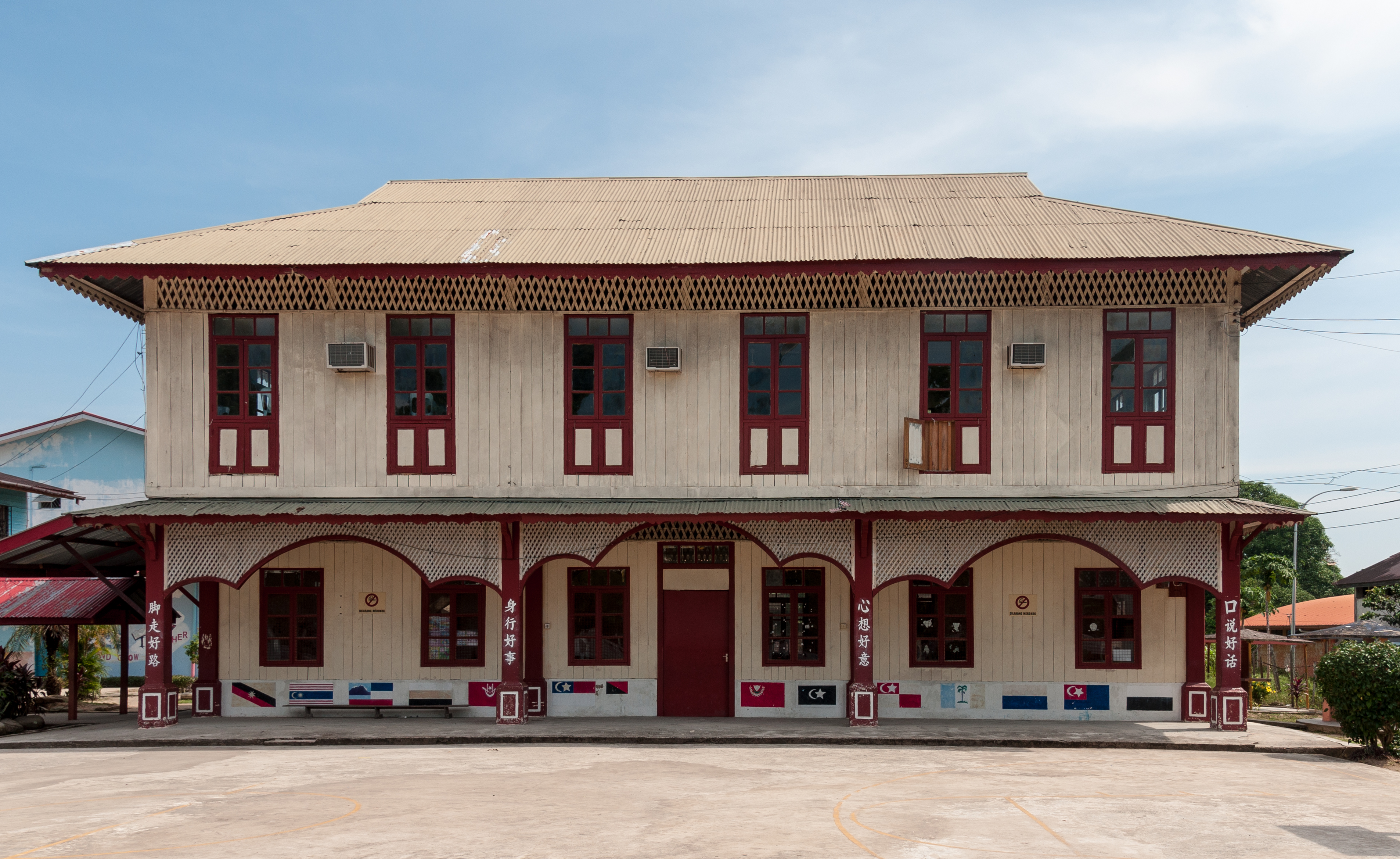
Historisches Pei-Yin-Schulgebäude

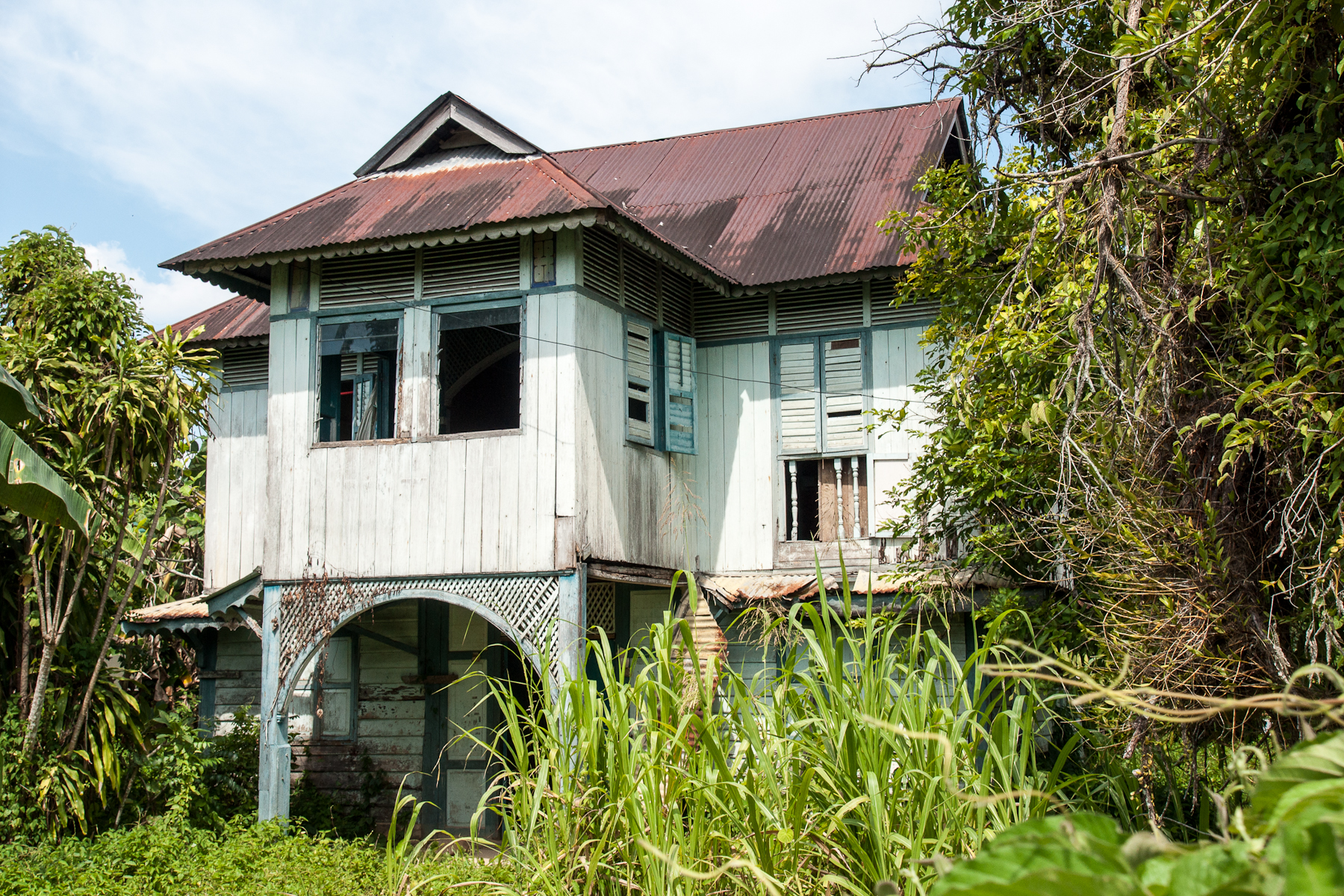
Haus im kolonialen Stil, wahrscheinlich Lehrerwohnung der Pei-Yin-Schule

Membakut gehört zu den Städten entlang der Westküste, deren historische Bebauung in Teilen bis heute erhalten ist. Dazu gehören unter anderem
- die beiden westlich der Bahnlinie gelegenen Ladenhäuser und ein Werkstattkomplex aus der Zeit vor dem Zweiten Weltkrieg,
- ein östlich der Bahnlinie gelegenes Ladenhaus aus den 1950er Jahren,
- die historische Pei Yin Primary School,
- das Blaue Haus, wahrscheinlich das ehemalige Wohnhaus eines Lehrers und
- ein Haus kolonialen Stils, das zu den ältesten Häusern der Westküste gehört (erbaut ca. 1913–1916).

Ein weiteres, östlich der Bahnlinie gelegenes shophouse fiel bereits im Frühjahr 2011 einem Brand zum Opfer.

## Wirtschaft
Die Gegend um Membakut ist landwirtschaftlich geprägt. Die Mehrzahl der Bevölkerung ist im Reisanbau oder in der Kultivierung von Naturkautschukbäumen und Ölpalmen tätig oder verdient den Lebensunterhalt in der Fischerei.

## Infrastruktur
Membakut ist mit einem Haltepunkt an die Eisenbahnstrecke Kota Kinabalu—Tenom der Sabah State Railway angebunden.

## Politik
Membakut gehört zum Wahlbezirk P.176 (Kimanis) und wird im malaysischen Parlament durch YB Datuk Anifah Hj. Aman Ahli vertreten. In der gesetzgebenden Versammlung von Sabah (Dewan Undangan Negeri Sabah) ist der Sub-Distrikt durch YB Datuk Hj. Mohd. Arifin Mohd Arif Adun vom Wahlkreis Membakut N.24 vertreten.

## Kommunalverwaltung

### Pejabat Daerah Kecil Membakut
Die Kommunalverwaltung hat ihren Sitz im (mal.) Pejabat Daerah Kecil Membakut, was so viel wie „Büro des Unterdistrikts“ bedeutet. Der Unterdistrikt wurde offiziell am 7. April 1977 geschaffen und residierte unter der Leitung des Assistant District Officer Ibrahim Hj. Ahmad zunächst in einem älteren Gebäude. Von 1978 bis 1979 wurde das heutige Amtsgebäude errichtet und am 28. Oktober 1979 durch den damaligen Ministerpräsidenten von Sabah Harris Salleh eingeweiht.

### Aufteilung des Unterdistrikts
Der Unterdistrikt Membakut ist in drei Gemeindeverwaltungen (mukim) aufgeteilt:
- MUKIM I (Pimping / Binsulok) mit den Siedlungen (kampung) Pimping, Laut Pimping, Tengah Pimping, Ulu Pimping, Paya Pimping, Tambing Pimping, Batung, Pisang, Saga-Saga, Rumah Lama, Gala, Tukong, Belandas, Gan-dawari, Mandaya, Sijamban, Sitamu Kuning, Madang, Terusan, Binsulok, Laut Binsulok, Padang Binsulok, Ulu Binsulok, Seberang, Mantabawan und Likas.
- MUKIM II (Bandau) mit den Siedlungen (kampung) Bandau, Pamparingan, Biau, Laganggon, Budak, Bawan, Imbahaton, Kebuluan, Manggis, Sumbiling, Kabuh, Saliban, Bahab, Kulintangan, Tamalang, Kambuangon, Pinopok, Luba-Luba, Sungai Damit, Limbutong, Kumpat, Kilau, Dakutan, Laputong, Libubon, Kampuluan, Tandoi, Gana, Binubang, Kinanap, Tamoi, Limadang, Labak, Matunjong, Kayai, Dindong, Bangkawat, Jambo, Gapu, Takapan, Gassan, Brunei und Gangas.
- MUKIM III (Mawao) mit den Siedlungen (kampung) Tandian, Piasau, Dungau, Tahak, Bingkulas, Mandangin, Papas, Rancangan Mawao, Limpayau, Lampijas, Jambatan Baru, Mawao Laut, Layun, Mawao Ulu, Tiong Baru, Kiulu Baru, Lumat, Lintap, Mandaya, Lampun und Bungar.
- MUKIM IV (Bambangan) mit den Siedlungen (kampung) Baitam, Sinoko, Sindok, Bambangan, Lumantak, Lembah Poring, Poring Tengah, Paung Maragang, Angitan, Poring Maragang, Inantul, Bambangan Ulu, Pusak und Tamalang / Penopok.